# Оппах
Оппах (нем. Oppach) — община в Германии, в земле Саксония. Подчиняется административному округу Дрезден. Входит в состав района Гёрлиц. Подчиняется управлению Оппах-Байерсдорф. Население составляет 2732 человека (на 31 декабря 2010 года). Занимает площадь 8,01 км².
Община подразделяется на 5 сельских округов.

## Население
| Год  | Численность | Численность |
| ---- | ----------- | ----------- |
| 2017 | 2357        | [ 1 ]       |
| 2019 | 2358        | [ 3 ]       |
| 2021 | 2311        | [ 4 ]       |
| 2022 | 2304        | [ 5 ]       |
| 2023 | 2284        | [ 2 ]       |